# Jiro Kamata
Jiro Kamata (鎌田 次郎 Kamata Jiro?), född 28 juli 1985 i Tokyo prefektur, är en japansk fotbollsspelare.
Kamata började sin karriär 2006 i Kashiwa Reysol. 2010 blev han utlånad till Vegalta Sendai. Han gick tillbaka till Kashiwa Reysol 2016.